# Caudal Market (manzana)
Caudal Market es el nombre de una variedad cultivar de manzano (Malus domestica). 
Un híbrido del cruce de Lane's Prince Albert x Hambledon Deux Ans. Criado en 1922 por F.W. Wastie en Eynsham, Oxfordshire Inglaterra. Recibido por el "National Fruit Trials" (Probatorio Nacional de Fruta) en 1953. Las frutas tienen una pulpa crujiente y gruesa con un sabor ácido.

## Historia
'Caudal Market' es una variedad de manzana, híbrido procedente del cruce como Parental-Madre 'Lane's Prince Albert' x polinizado por variedad Parental-Padre 'Hambledon Deux Ans'. Esta fue una de las 14 variedades desarrolladas por  el criador de manzanas Frederick William Wastie (1857-1937) en Eynsham, Oxfordshire Inglaterra (Reino Unido). Recibido por el "National Fruit Trials" (Probatorio Nacional de Fruta) en 1953.
'Caudal Market' se cultiva en la National Fruit Collection con el número de accesión: 1953-104 y Accession name: Caudal Market.

## Características
'Caudal Market' árbol de extensión erguida, de vigor moderadamente vigoroso, portador de espuela. Tiene un tiempo de floración que comienza a partir del 13 de mayo con el 10% de floración, para el 18 de mayo tiene una floración completa (80%), y para el 26 de mayo tiene un 90% caída de pétalos.
'Caudal Market' tiene una talla de fruto grande; forma redondeado-aplanado, con una altura de 64.00mm, y con una anchura de 75.00mm; con nervaduras ausentes; epidermis con color de fondo verde, con un sobre color rojo, importancia del sobre color bajo, y patrón del sobre color chapa / rayas, presentando un lavado rojo y marcado con rayas más oscuras en la cara expuesta al sol, las rayas se vuelven más notables a lo largo de los bordes descoloridos del lavado, "russeting" (pardeamiento áspero superficial que presentan algunas variedades) muy bajo; cáliz pequeño y parcialmente abierto, ubicado en una cuenca ancha y poco profunda; pedúnculo corto y delgado, colocado en una cavidad de profundidad media y en forma de embudo; carne es de color verdoso, crujiente y gruesa. Sabor jugoso, dulce.
Listo para cosechar a mediados de octubre. Se conserva bien durante dos meses en cámaras frigoríficas.

## Usos
Una manzana para cocinar. Mantiene su forma cuando se cocina pero el sabor tiende a ser bastante suave.

## Ploidismo
Diploide, auto estéril. Grupo de polinización: Grupo E, Día 18.